# Lista de presidentes da Cacássia

Brasão de armas da Cacássia

O Presidente da República da Cacássia,que hoje é uma República da Rússia,este cargo era um dos ultimos criados perto do final da União Soviética e recente depois da republica do altai e passou a ser uma República autonoma após do dissolvimento do governo Soviético até hoje a cacássia teve apenas tres ocupantes

## Presidentes
| Nome          | Imagem | Início do mandato | Fim do mandato |
| ------------- | ------ | ----------------- | -------------- |
| Oleg Shenin   |        | 1985              | 1990           |
| Aleksey Lebed |        | 1997              | 2009           |
| Viktor Zimin  |        | 2009              | presente       |